# Victor Campbell
Victor Lindsay Arbuthnot Campbell (20 août 1875 - 19 novembre 1956) est un marin et explorateur britannique.

## Biographie
Né à Brighton, il est le fils de Hugh Campbell et Lucy Eleanor Archer.
En 1910 il est à la tête de l'équipe nord de l'expédition Terra Nova de Robert Falcon Scott, en Antarctique. Deux ans plus tard il retourne au cap Evans, en parcourant 370 km de glace de mer, et découvre la mort de Scott et de ses hommes.
Pendant la Première Guerre mondiale il est le commandant du bataillon Drake à Gallipoli et dans les Dardanelles, où il reçoit l'ordre du Service distingué. Il participe à la bataille du Jutland et au raid sur Zeebruges à bord du HMS Warwick (en) en 1918. Il sert dans le Dover Patrol et fait échouer un U-Boot en le percutant (évènement pour lequel on lui décerne une barre sur son ordre du service distingué). Il devient plus tard capitaine dans la Royal Navy. Ayant mené une mission à Arkhangelsk (Russie), on lui décerne l'ordre de l'Empire britannique.
Il décède le 19 novembre 1956 à Corner Brook dans la province de Terre-Neuve-et-Labrador (alors appelé Dominion of Newfoundland).
On a publié son journal sur ses expériences en Antarctique, The Wicked Mate: The Antarctic Diary of Victor Campbell.

## Postérité
La glacière située sur l'île Inexpressible où il a passé l'hiver 1912 est classée comme site historique de l'Antarctique.